# Opalinopsis sepiolae
Genre
Espèce
Opalinopsis sepiolae, unique représentant du genre Opalinopsis, est une espèce d'eucaryotes unicellulaires de l'embranchement des ciliés.

## Publication originale
- Foettinger A., 1881. « Recherches sur quelques Infusoires nouveaux parasites des Céphalopodes ». Archives de Biologie, 2, 345-378 (description page 367).